# Marathon van Rome 1998
De marathon van Rome 1998 werd gelopen op zondag 29 maart 1998. Het was de vierde editie van deze marathon. In totaal finishten er 3835 lopers waarvan 3526 mannen en 309 vrouwen.
Voor de eerste maal sinds het ontstaan van de marathon van Rome zegevierde bij de mannen een Italiaan; het was Stefano Baldini die als eerste over de streep kwam in 2:09.33. Hij verbeterde hiermee en passant het parcoursrecord. Ter completering van het Italiaanse succes zegevierde zijn landgenote Franca Fiacconi bij de vrouwen in 2:28.12.

## Uitslagen
Mannen
| rang   | naam                 | land | tijd    |
| ------ | -------------------- | ---- | ------- |
| Goud   | Stefano Baldini      | ITA  | 2:09.33 |
| Zilver | Moges Taye           | ETH  | 2:09.51 |
| Brons  | Franklin Tenorio     | ECU  | 2:10.22 |
| 4      | Osmiro de Silva      | BRA  | 2:12.12 |
| 5      | Simon Biwott         | KEN  | 2:12.14 |
| 6      | Michael Mukoma       | KEN  | 2:12.52 |
| 7      | Joseph Cheromei      | KEN  | 2:13.32 |
| 8      | Dube Jillo           | ETH  | 2:14.33 |
| 9      | Jacinto Rodriguez    | PUR  | 2:15.20 |
| 10     | Jose Maria Gonzales  | ESP  | 2:16.33 |
| 11     | Wollya Jarra         | ETH  | 2:17.22 |
| 12     | David Menjo          | KEN  | 2:17.30 |
| 13     | Massimiliano Ingrami | ITA  | 2:17.41 |
| 14     | Raul Velasco         | ESP  | 2:18.19 |
| 15     | Tesfaye Eticha       | ETH  | 2:19.59 |
| 16     | John Maundu          | KEN  | 2:22.38 |
| 17     | Igor Konyshev        | RUS  | 2:25.12 |
| 18     | Marco D'innocenti    | ITA  | 2:28.00 |
| 19     | Wodajo Bulti         | ETH  | 2:28.09 |
| 20     | Eddy Hellebuyck      | BEL  | 2:28.10 |

Vrouwen
| rang   | naam               | land | tijd    |
| ------ | ------------------ | ---- | ------- |
| Goud   | Franca Fiacconi    | ITA  | 2:28.12 |
| Zilver | Irina Sklyarenko   | UKR  | 2:34.50 |
| Brons  | Malgorzata Birbach | POL  | 2:35.18 |
| 4      | Lyudmilla Smirnova | RUS  | 2:41.55 |
| 5      | Gadisse Edato      | ETH  | 2:46.08 |
| 6      | Svetlana Netchaeva | RUS  | 2:50.30 |
| 7      | Tammy Slusser      | USA  | 2:59.08 |

1982 ·
1983 ·
1984 ·
1985 ·
1986 ·
1987 ·
1988 ·
1989 ·
1990 ·
1991 ·
1995 ·
1996 ·
1997 ·
1998 ·
1999 ·
2000 ·
2001 ·
2002 ·
2003 ·
2004 ·
2005 ·
2006 ·
2007 ·
2008 ·
2009 ·
2010 ·
2011 ·
2012 ·
2013 ·
2014 ·
2015 ·
2016 ·
2017